# Fosinopril
Fosinopril je inhibitor angiotenzin konvertujućeg enzima (AKE) koji se koristi u tretmanu hipertenzije i pojedinih tipova hroničnog zatajenja srca. Fosinopril je jedini ACE inhibitor na tržištu (Monopril) koji sadrži fosfinat.

## Fosinoprilat and Fosinopril
Fosinoprilat manifestuje isti problem kao i enalaprilat i drugi ACE inhibitori koji sadrže karboksil, slabu oralnu bioraspoloživost. Dodatak hidrofobnog bočnog lanca moduliše jonizacione karakteristike molekula, i povećava njegovu bioraspoloživost. Fosinopril se administrira kao prolek i konvertuje se in vivo u aktivnu formu fosinoprilat.

## Osobine
| Osobina                  | Vrednost |
| ------------------------ | -------- |
| Broj akceptora vodonika  | 7        |
| Broj donora vodonika     | 1        |
| Broj rotacionih veza     | 15       |
| Particioni koeficijent ( | 5,6      |
| Rastvorljivost (logS, log(mol/L))       | -6,6     |
| Polarna površina (PSA, Å2)  | 120,0    |

## Spoljašnje veze
|  | Molimo Vas, obratite pažnju na važno upozorenje u vezi sa temama iz oblasti medicine (zdravlja). |